# Velázquez (Uruguai)
Velázquez és una localitat de l'Uruguai, ubicada a l'oest del departament de Rocha.

## Història
El 28 d'octubre de 1919 Velázquez va rebre la categoria de poble, mentre que el 1953 va ser classificada com a vila pel decret 11.695.

## Població
Segons les dades del cens del 2004, Velázquez tenia una població aproximada de 1.084 habitants, comparats amb els 1.018 habitants del cens de 1996.
| 1963 | 1975 | 1985 | 1996 | 2004 | 2011 |
| ---- | ---- | ---- | ---- | ---- | ---- |
| 1014 | 1054 | 1031 | 1018 | 1084 | 1022 |